# Ян Кола (галицький підкоморій)
Ян Ко́ла Старший (прізвисько — Колюшко з Далеєва, пол. Jan Koła starszy; пом. 1472) — польський шляхтич, урядник Королівства Польського, підкоморій і каштелян галицький, воєвода подільський.

## Життєпис
Син галицького каштеляна Яна Коли з Далеєва (пом. 1438) та Ядвіґи з Моравиці (Morawica).
Підписувався «з Далеєва, Гринівців, Жовтанців». У 1455 році став галицьким підкоморієм.
У 1443 від свого імені та молодших братів брав участь у поділі «ба́тьківщини» зі зведеними братами. У 1446 з молодшими рідними братами поділили «ба́тьківщину»: він отримав Гринівці (Hryniowce), Загір'я, вони — Далеїв і Лисець. У 1468 погодив з удовою брата, підстолія Яна Коли, його спадок (отримав Грожану, Хлібичин, Сопів, Підгайці. У 1469 під час ревізії королівщин у Руському та Подільському воєводствах пред'явив багато привілеїв з наданнями та записами сум, зокрема, 300 гривень на Прерові та Мацейовичах (Maciejowice), 300 — на Сарнках та Озерянах, на села Корнич та Сапоровичі в Коломийському повіті, «вічні листи» на Вербів та Клекотів у Львівському повіті, 200 — від угорського короля на Букачівцях, Козарах, Вишневі, Молоденцях (Młodzieńce), королеви Марії на Лисці (Łyśce ?), «вічні листи» старого короля на Жовтанці (Żołtance), Устя, Małyszyce, Nieszczyce, Panowce, Kochenów. У 1471 набув від Грицька Кердея Зелену, Сокиринці (Siekierzyńce), чотири села на Поділлі.

## Сім'я
Діти:
- Барбара — дружина Миколая Гербурта, самбірського войського, який 1483 року записав їй 700 гривень оправи посагу та віна[3]
- Павел з Далейова (Далеюва) та Жовтанців (?—1509)  — підкоморій, каштелян галицький, воєвода подільський, дружина — Бурнетта Ходецька
  - Ян — польний гетьман коронний
    - Катажина — дружина Теодорика Язловецького (молодшого), коронного гетьмана Миколая Сенявського
    - Анна — дружина подільського воєводи Яна Мелецького

  - Станіслав — галицький підкоморій у 1517
  - Миколай (?—1532)[3] — червоногородський староста[4], галицький хорунжий, підкоморій
  - Барбара — друга дружина великого литовського гетьмана Юрія «Геркулеса» Радзивілла, мати королеви Варвари Радзивілл
- Ян
- Пйотр — неповнолітній у 1473, ротмістр у 1505, дружина — Барбара Кміта з Дубецька, удова Станіслав Дершняка, оправна посесорка Рокитниці[5]